# HD 111031
HD 111031 é uma estrela na constelação de Corvus. Em 2007 foi descoberto um planeta extrassolar orbitando-a.
| Planeta | Massa    | Semieixo maior (UA) | Período orbital (dias) | Excentricidade |
| ------- | -------- | ------------------- | ---------------------- | -------------- |
| b       | >2,87 MJ | -                   | 5 986                  | 0,32           |